# John Philip Du Cane
Sir John Philip Du Cane (South Kensington, 5 maggio 1865 – Westminster, 5 aprile 1947) è stato un generale britannico.

## Biografia
Du Cane entrò nella Royal Artillery nel 1884.
Egli prestò servizio nella Seconda guerra boera e divenne comandante dell'artiglieria della 3rd Division nel 1911.
Nella prima guerra mondiale egli prestò servizio inizialmente come Brigadiere Generale dello Staff Generale del 3rd Corps e poi come Maggiore Generale della Royal Artillery al Quartier Generale nel 1915. Egli venne quindi posto in servizio al Ministry of Munitions nel 1916 e divenne poi comandante del XV Corps nel 1916. Con questo incarico, egli venne coinvolto nell'Operazione Hush, un'invasione pianificata della costa belga.
Egli venne nominato Master-General of the Ordnance nel 1920 e quindi General Officer Commanding-in-Chief per il Western Command nel 1923. Egli fu General Officer Commanding-in-Chief per l'Armata inglese del Reno dal 1924 al 1927 quando assunse poi la carica di Governatore e Comandante in Capo per Malta; si ritirò dal servizio attivo nel 1931.
Egli fu anche Aiutante di Campo Generale di Giorgio V del Regno Unito dal 1926 al 1930.